# Gens Junia

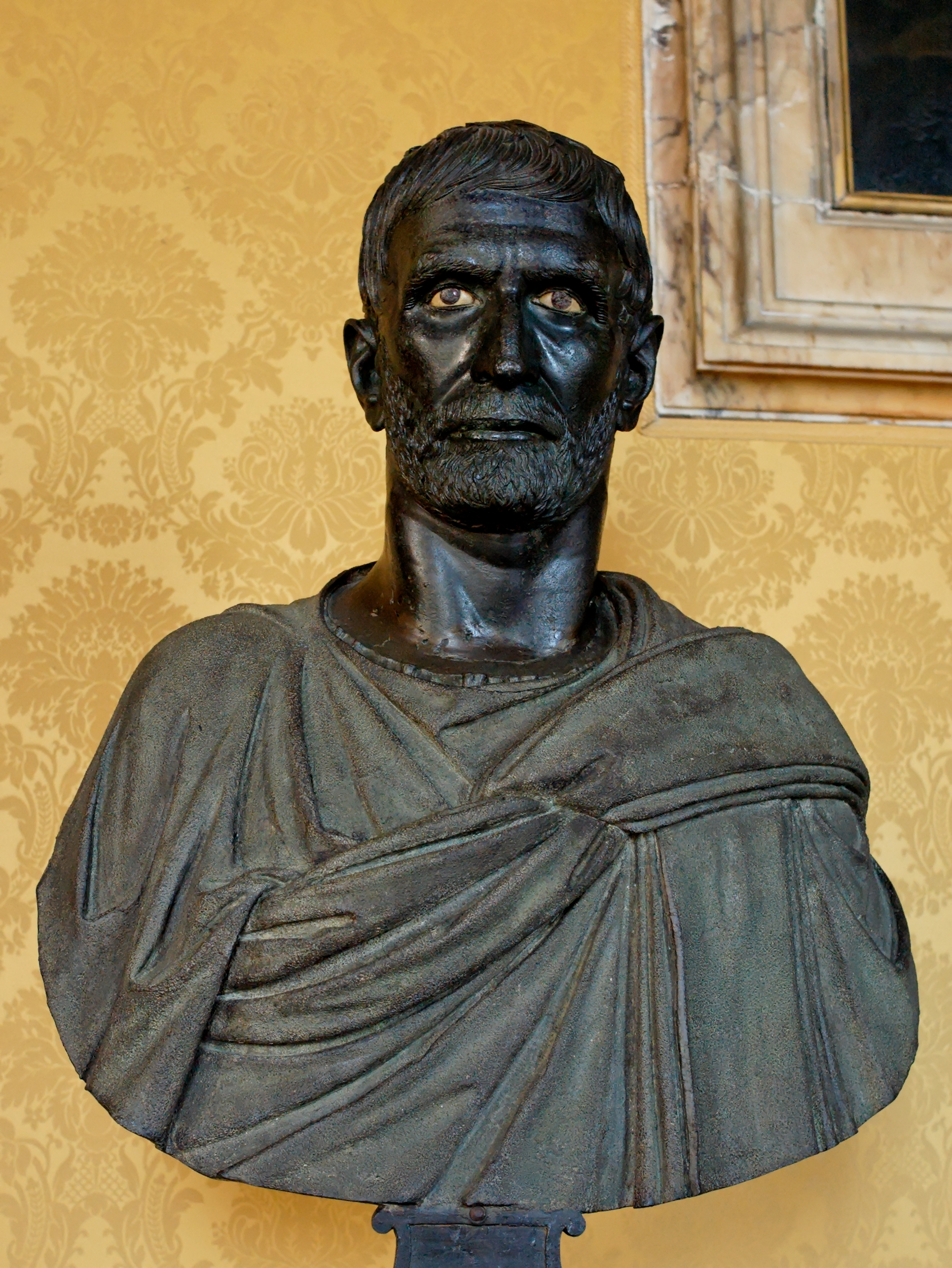
Busto de los Museos Capitolinos que tradicionalmente se ha identificado con Lucio Junio Bruto.

La gens Junia era una de las familias más celebradas en la Antigua Roma. Originalmente puede haber sido patricia, pero todos los cónsules que llevaron este nomen durante la República eran de extracción plebeya. La familia era ya prominente en los últimos días de la monarquía romana. Lucio Junio Bruto era sobrino de Tarquinio el Soberbio, el séptimo y último rey de Roma; tras la expulsión de los Tarquinios en 509 a. C., se convirtió en uno de los primeros cónsules de la República romana.

## Origen de la gens
Los eruditos están divididos desde hace mucho tiempo sobre la cuestión de si los Junios eran originalmente patricios. La familia fue prominente durante toda la historia romana y todos los miembros conocidos desde los primeros tiempos de la República y del Imperio fueron plebeyos. Aun así, parece inconcebible que Lucio Junio Bruto, el sobrino de Tarquinio el Soberbio, fuera plebeyo. Tan celosos de sus prerrogativas eran los patricios de la República temprana que en 450 a. C., el segundo año del decenvirato, una ley que prohibía el matrimonio mixto de patricios y plebeyos formó parte de la Ley de las XII Tablas, la ley fundamental de los comienzos de la Antigua Roma. No fue hasta las Leges Liciniae-Sextiae de 367 a. C. cuando a los plebeyos se los admite al consulado.
Aun así, se ha sugerido que las divisiones entre los órdenes no fueron firmemente establecidas durante las primeras décadas de la República y que al menos un tercio de los cónsules elegidos antes de 450 a. C. pueden haber sido plebeyos. En resumen, parece más probable que los Junios fueran al principio nombrados entre los patricios y que después se pasaran a los plebeyos, pero esta cuestión permanece sin resolver.
«Junio», el nomen de la gens, puede estar etimológicamente conectado con la diosa Juno, de quien también deriva el mes de junio.
En tiempos de Augusto, una rama de la gens, los Junios Silanos, accedieron al patriciado.